# Frankenschau aktuell
Die werktägliche Sendung Frankenschau aktuell ist eines der Regionalmagazine der Abendschau im BR Fernsehen.

## Sendungsinfo
Ausgestrahlt wird das Magazin Frankenschau aktuell derzeit von Montag bis Freitag im BR Fernsehen Nord von 17:30 Uhr bis 18:00 Uhr live aus dem Studio Franken in Nürnberg. Früher war die Frankenschau aktuell unter dem Titel Abendschau Franken zu sehen, ganz am Anfang hieß sie Bayern live – Der Norden.

## Inhalt und Themen
In der Sendung Frankenschau aktuell werden tagesaktuelle Berichte aus Politik, Wirtschaft, Kultur und Sport aus den drei zu Franken gehörenden Bezirken Ober-, Mittel- und Unterfranken gesendet.
Ähnlich wie bei der sonntäglichen Splitting-Sendung Frankenschau des BR Fernsehen Nord, die ebenfalls aus dem Studio Franken in Nürnberg gesendet wird, lässt sich am Namen der Sendung ableiten, aus welchen Regionen Bayerns berichtet wird. Außerdem wird in jeder Sendung auch in einer Live-Reportage aus einem Ort in Franken berichtet.
Gegen 17:55 Uhr wird das Frankenwetter präsentiert 
Unmittelbar im Anschluss an das Wetter wird das Programm mit der Abendschau (dann wieder für ganz Bayern) fortgesetzt. Zum Übergang in die Abendschau werden Leserbilder (vorwiegend Wetterbilder) eingespielt, die Zuschauer aus dem Sendegebiet eingesendet haben.

## Moderatoren
Aktuell wird die Sendung wöchentlich im Wechsel von Julia Büchler und Karin Schubert (seit 1994) moderiert. Vertretungsweise sind auch Tobias Burkert und Florian Schwegler als Moderatoren im Einsatz. Das Frankenwetter präsentieren derzeit vornehmlich Ulla Küffner, Rika Dechant oder Jürgen Lassauer. Die Live-Reportagen werden meist von Tobias Burkert, Conny Kleinschroth, Daniel Peter, Constanze Schulze, Birgitt Roßhirt, Uschi Schmidt, Markus Klingele und Albrecht Rauh durchgeführt.
Von 1994 bis zu seinem Ruhestand 2025 moderierte auch Charly Hilpert die Sendung.

## Weitere Regionalmagazine der Abendschau
Um stärker aus den verschiedenen Regionen Bayerns berichten zu können, führte das Bayerische Fernsehen am 2. Mai 1994 das Regionalsplitting mit der Teilung der  Abendschau in Bayern live – Der Norden und Bayern live – der Süden ein. Montags bis donnerstags wurde die Regionalberichterstattung im BR Fernsehen von 18:30 Uhr bis 18:42 Uhr gesendet. Seit 2007 findet das Splitting mit den Regionalmagazinen, welche auch regionale Wettervorhersagen beinhalten, montags bis freitags von 17:30 Uhr bis 18:00 Uhr statt. Während die Frankenschau aktuell für den Norden Bayerns im Splitting-Programm BR Fernsehen Nord aus dem Studio Franken in Nürnberg kommt, läuft zeitgleich für den Süden Bayerns die Sendung Abendschau – Der Süden (bzw. früher: Schwaben & Altbayern aktuell) im BR Fernsehen Süd aus dem Abendschau-Studio in München.